# Kazunori Yoshimoto
Kazunori Yoshimoto (吉本 一謙 Yoshimoto Kazunori?), född 24 april 1988 i Tokyo prefektur, är en japansk fotbollsspelare.
Yoshimoto började sin karriär 2007 i FC Tokyo. Efter FC Tokyo spelade han för FC Gifu, Mito HollyHock, Avispa Fukuoka och Shimizu S-Pulse.